# Магазин
Магазин (на френски: magasin от араб. مخزان (machzān) – „склад‎‎, хранилище“) е търговско помещение, здание или част от него, специално оборудвано с цел продажба на стоки и оказване на определени услуги на купувачите.
Магазините са снабдени също така с административни и битови помещения и огромни складове, където се получава и се извършва предварителната подготовка на стоките и материалите. Други необходими атрибути на съвременните магазини са касовите апарати.
Магазините могат да бъдат за дрехи, за храна и други стоки и услуги. През XXI век голяма част от тях се намират в търговски центрове, стават популярни и интернет магазините.